# Gildensozialismus
Der Gildensozialismus ist eine zu Anfang des 20. Jahrhunderts vor allem in England, Österreich und Deutschland entstandene Bewegung zur sozialistischen Wirtschaftsreform, die auf dem Gilden-Gedanken beruht. Die Berufstätigen sollten die Produktionsmittel selbst verwalten – organisiert in sogenannten Gilden, die mittelalterlichen Standesorganisationen nachgebildet waren.
Vorläufer des Gildensozialismus waren der französische Syndikalismus, der britische Owenismus sowie die Genossenschaftstheorie. Der Gildensozialismus wurde vor allem von G. D. H. Cole ausgearbeitet. Gekennzeichnet ist der Gildensozialismus gleichermaßen von einer Ablehnung zentralisierter Planwirtschaft sowie der Marktwirtschaft. Im Gegensatz zum Syndikalismus sollten im Gildensystem die Güter nicht auf den Markt kommen, sondern über ein politisch administriertes System getauscht werden.
Zu den praktischen Auswirkungen des Gildensozialismus wird der Erfolg von Baugilden nach dem Ersten Weltkrieg in England gerechnet, der allerdings schon Anfang der 1920er Jahre wieder nachließ. Die Ideen des Gildensozialismus wurden insbesondere im Austromarxismus aufgegriffen. Otto Bauer rechnete sie zu einer nicht-repräsentativen funktionellen Demokratie, da die Regierung durch die nach Beruf und Arbeitsstätte zusammengefassten Staatsbürger kontrolliert würde.
Nach Auffassung von Harry Graf Kessler verbindet der Gildensozialismus die Idee der Freiheit mit einer genossenschaftlichen Auffassung vom Aufbau der Gesellschaft und des Staates, wie sie von Otto von Gierke und Léon Duguit vertreten wurde. Auch Karl Polanyi war stark durch Cole und seine Idee des Gildensozialismus beeinflusst, was sich Anfang der 1920er Jahre in mehreren in ungarischer Sprache verfassten Aufsätzen niederschlug.